# Yolanda Palomo del Castillo
Yolanda Palomo del Castillo (Madrid, España) es una jurista, docente y pintora española. Es funcionaria del Cuerpo Superior Postal y de Telecomunicación. Desenvuelve su actividad principal entre la Función Pública y la Docencia Universitaria en la UNED. Hija del pintor hiperrealista Gregorio Palomo, su actividad creativa se centra en la pintura y la interpretación, momento en que aparece en Palomo una «filosofía de la vida» de un marcado solipsismo en la que expresa opiniones contra los ataques de la «hipocresía social» convirtiendo su visión estética en una manifestación plástica poliédrica y un expresionismo latente.

## Biografía
En 1980 comienza sus estudios de interpretación en la Real Escuela Superior de Arte Dramático (RESAD) bajo la dirección de Francisco Nieva, Willian Layton, José Monleón, José Estruch y Ángel Gutíerrez -quien la forma en el Método Stanislavski- titulándose en dicha disciplina en 1984.
En estos años, simultanea su actividad interpretativa y la pintura con su trabajo como auxiliar en la Administración del Estado realizando diversas exposiciones colectivas en diferentes salas de la Comunidad de Madrid.
En 1988 ingresa en la función pública a la que oposita en distintas convocatorias libres para los subgrupos A1, A2 y C2, obteniendo en estos últimos el número uno de su promoción. En dicho año comienza asimismo sus estudios de Derecho en la UNED, finalizándolos en 1991 para a continuación realizar estudios de postgrado, obteniendo la Suficiencia Investigadora en su doctorado sobre el Derecho Comunitario en 1995 y graduándose como Máster en Administración de Empresas en el año 2002, especialidad financiera, en la Fundación Universidad Empresa.
En 2003, obtiene la plaza de profesora tutora de la UNED, como docente en las asignaturas de Nociones Jurídicas Básicas, Organización de la Economía Internacional, Organismos Económicos Internacionales, Introducción al Derecho, Economía Internacional y Economía Política.
Su vocación social le lleva, tras desempeñar diferentes puestos directivos en la función pública, a trabajar como asesora junto con el ministro socialista Jordi Sevilla, en el año 2004.
Impulsa y firma el Plan Concilia, suscrito el 7 de diciembre de 2005 y publicado en el BOE nro. 300 de 16 de diciembre del mismo año, cuyos contenidos fueron recogidos en la Ley Orgánica 3/2007, de 22 de marzo, de Igualdad Efectiva entre Mujeres y Hombres y en la Ley 7/2007, de 12 de abril, por las que se aprueba el Estatuto Básico del Empleado Público. Dicho Plan Concilia según el CIS fue el más valorado por el conjunto de los empleados públicos.
En su defensa por conciliar la vida personal y laboral, impulsa el teletrabajo en la Administración General del Estado y suscribe el 7 de mayo de 2007, el Acuerdo sobre el teletrabajo en dicho ámbito. Asimismo, firma, el 26 de enero de 2011, el I Plan de Igualdad entre Mujeres y Hombres en el seno de la Administración General del Estado (BOE 130, de 1 de junio de 2011) y el Protocolo de acoso sexual y por razón de sexo, firmado por Acuerdo de 27 de julio de 2011 y publicado en el BOE 189 de 8 de agosto.

## Obra artística

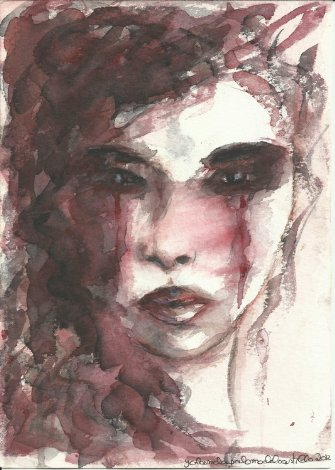
14 de abril, acuarela de Yolanda Palomo

En sus acuarelas sugiere una orientación social a través de un pretendido impacto visual, sensual y simbólico.
En 1984 participa en la obra teatral Los bajos fondos de Máximo Gorki, dirigida por Ángel Guiterrez, en la Real Escuela Superior de Arte Dramático.
En 1985, interviene en la coproducción hispanoamericana, The Falling, a las órdenes del director Deran Sarafian.
El 19 de noviembre de 2012 participa en un recital en el Ateneo de Madrid, junto con el actor Joaquín Kremel.
El 18 de noviembre de 2013 y bajo el título "20 luces de Bi" , vuelve a exponer sus acuarelas en la Sala Espacio Prado, del Ateneo de Madrid. Un profundo cambio acompaña a su obra, apareciendo reminiscencias de art-deco, con mujeres fatales y sugerentes que se ven envueltas en un mundo acuoso y dorado, que les permite convertirse en sirenas mitológicas o emperatrices bizantinas buscando el lado más oculto de su delicada personalidad.
El 26 de marzo de 2014 presenta "X RATED" en Ramses, una exposición de marcado lirismo onírico, radical y desestructurado, que no escapa al solipsismo existencial por el que se deslizan sus pinceles.
En septiembre de 2015 publica como autora e ilustradora, junto con Laly Alcaide, "La princesa Raquel, un libro de Laly Alcaide para los peques con cáncer" prologado por Federico Mayor Zaragoza y cuyos beneficios son destinados a organizaciones dedicadas a la lucha contra el cáncer.

## Publicaciones
- «Los Servicios de interés económico general en el modelo social europeo». Revista Otrosí, publicación informativa del colegio de Abogados de Madrid. Número 36, abril de 2002.
- «Guía para la reforma del marco legal postal en Latinoamérica». Unión Postal Universal. ONU. Octubre 2004.
- «Guía para la función de regulación postal en Latinoamérica». Unión Postal Universal. ONU. Octubre 2004.
- «El personal al servicio de la Justicia y su responsabilidad: un pilar esencial en el estado social y democrático de derecho» XV Congreso Internacional del CLAD, sobre la reforma del Estado y de la Administración Pública. Noviembre 2010.
- «Empleo Público: Garantía de derechos y libertades ciudadanas». FSP UGT. Octubre 2011.

## Premios
- “I Premio de pintura, jóvenes artistas" Colectivo urbano de Madrid. Abril, 1979
- “Premio Curso Académico, especialidad Derecho” UNED 1991.